# USS John Francis Burnes (DD-299)
USS John Francis Burnes (DD-299) là một tàu khu trục lớp Clemson được Hải quân Hoa Kỳ chế tạo vào cuối Chiến tranh Thế giới thứ nhất. Nó là chiếc tàu chiến duy nhất của Hải quân Hoa Kỳ được đặt theo tên Đại úy Thủy quân Lục chiến John Francis Burnes (1883-1918), người tử trận trong trận Belleau Wood trong Thế Chiến I. John Francis Burnes ngừng hoạt động năm 1930 và bị tháo dỡ năm 1931 nhằm tuân thủ quy định hạn chế vũ trang của Hiệp ước Hải quân London.

## Thiết kế và chế tạo
John Francis Burnes được đặt lườn vào ngày 4 tháng 7 năm 1918 như là chiếc Swasey tại xưởng tàu Union Iron Works, của hãng Bethlehem Shipbuilding Corporation ở San Francisco, California. Nó được hạ thủy vào ngày 10 tháng 11 năm 1918, được đỡ đầu bởi bà Julius Kahn; và được đưa ra hoạt động vào ngày 1 tháng 5 năm 1920 dưới quyền chỉ huy của Hạm trưởng, Trung tá Hải quân Frank N. Eklund.

## Lịch sử hoạt động
Sau khi hoàn tất việc chạy thử máy và thực tập huấn luyện vào mùa Hè năm 1920, John Francis Burnes tham gia các cuộc cơ động hạm đội trong tháng 10. Trong hai năm tiếp theo, nó tiếp tục các cuộc thực hành chiến thuật dọc theo bờ biển California, hoạt động ngoài khơi San Diego, California, cảng nhà của nó. Nó lên đường vào ngày 6 tháng 2 năm 1923 để thực hành ngoài khơi bờ biển Mexico và vùng kênh đào Panama.
Sau khi quay trở về vào tháng 4, John Francis Burnes hoạt động ngoài khơi California trong hai năm tiếp theo, ngoại trừ một đợt cơ động hạm đội tại vùng biển Caribe vào đầu năm 1924. Một năm sau, nó tham gia cuộc cơ động tập trận phối hợp Hải-Lục quân ngoài khơi San Francisco, California trước khi tham gia các hoạt động của hạm đội tại vùng biển Hawaii từ ngày 27 tháng 4 năm 1925. Sau đó nó lên đường cùng một lực lượng hải quân lớn tại Thái Bình Dương, viếng thăm Samoa, Australia và New Zealand trước khi quay trở về San Diego vào tháng 9.
Trong ba năm tiếp theo, John Francis Burnes tham gia các hoạt động huấn luyện và cơ động hạm đội dọc theo vùng bờ Tây, giúp vào việc phát triển kỹ thuật trong hải chiến. Trong mùa Hè những năm 1928 và 1929, nó tham gia các chuyến đi huấn luyện quân nhân dự bị. Nó đi đến San Diego vào ngày 28 tháng 8 năm 1929, và ở lại đây cho đến khi được cho xuất biên chế vào ngày 25 tháng 2 năm 1930. Tên nó được cho rút khỏi danh sách Đăng bạ Hải quân vào ngày 22 tháng 7 năm 1930, và lườn tàu bị bán để tháo dỡ vào ngày 10 tháng 6 năm 1931 nhằm tuân thủ những điều khoản hạn chế vũ trang của Hiệp ước Hải quân London.